# Mesopicos elliotii
Mesopicos elliotii е вид птица от семейство Кълвачови (Picidae).

## Разпространение и местообитание
Видът е разпространен в гъстите планински гори на Ангола, Камерун, Централноафриканската република, Република Конго, Демократична република Конго, Екваториална Гвинея, Габон, Нигерия, Руанда и Уганда.
Среща се на надморска височини до 2320 м.